# Grant Yates
Grant Yates (* 6. Juli 1984) ist ein ehemaliger südafrikanischer Eishockeyspieler, der seine gesamte Karriere bei den Cape Town Rams in der Western Provinces Ice Hockey League spielte.

## Karriere
Grant Yates begann seine Karriere bei den Cape Town Rams in der Western Provinces Ice Hockey League, einer der regionalen Ligen, deren Sieger den südafrikanischen Landesmeistertitel ausspielen. Er blieb dem Klub seine gesamte Laufbahn treu und beendete dort nach der Spielzeit 2011 seine Karriere.

### International
Yates stand zunächst bei der U18-Weltmeisterschaft 2002 für Südafrika in der Division III auf dem Eis. Zwei Jahre später nahm er für sein Heimatland an der U20-Weltmeisterschaft in der Division II teil.
Mit der Herren-Nationalmannschaft spielte der Abwehrspieler bei den Welttitelkämpfen der Division III 2010 und 2011, als der Aufstieg in die Division II gelang.

## Erfolge und Auszeichnungen
- 2002 Aufstieg in die Division II bei der U18-Weltmeisterschaft der Division III
- 2011 Aufstieg in die Division II, Gruppe B, bei der Weltmeisterschaft der Division III